# لي لي (ملحنة)
لي لي (بالصينية: 雷蕾) هي ملحنة صينية، ولدت في 1952.